# Esposizione (musica)

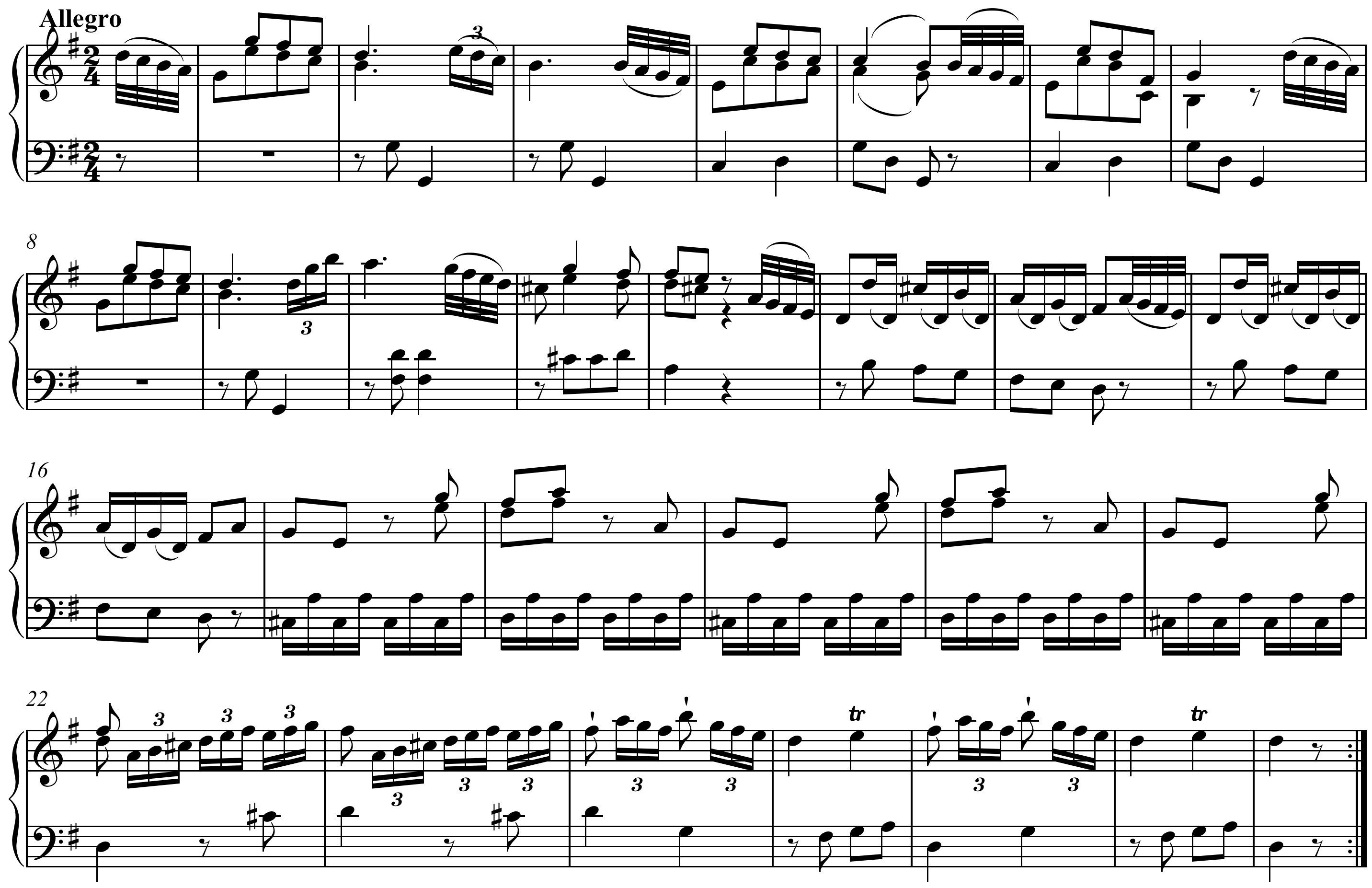
Esposizione del tema, nella sonata in Sol Maggiore di Joseph Haydn, Hob. XVI: G1, I, mm. 1-28.

Nell'analisi della forma musicale, l'esposizione è una sezione di una composizione musicale o di un suo movimento nella quale avviene la presentazione iniziale del materiale tematico. L'uso del termine implica generalmente che il materiale sarà  sviluppato o  variato nel corso della composizione. 
- Nella forma sonata, l'esposizione è "la prima sezione principale, incorporante almeno una modulazione importante alla dominante o altra chiave secondaria, e la presentazione del materiale tematico principale."[2]

- In una fuga l'esposizione è "la presentazione del soggetto che verrà imitato tra le varie voci; in particolare viene così chiamata la prima apparizione del soggetto che dà inizio alla fuga."[3]

## Esposizione nella forma sonata classica
Il termine viene usato per indicare la sezione iniziale di un movimento scritto in forma sonata. La forma sonata è infatti bitematica e tripartita, e la prima sezione che la costituisce è proprio l'esposizione, nella quale vengono presentati i due temi. L'esposizione inizia con la presentazione del primo tema in tonalità d'impianto, seguita da una sezione detta ponte modulante che conduce, preparando l'armonia, al secondo tema, solitamente sul quinto grado se il movimento è in tonalità maggiore o sulla relativa maggiore (o, meno comunemente, sul quinto grado) se il movimento è in tonalità minore. Ci possono essere molte eccezioni - ad esempio l'esposizione del primo movimento della sonata di Beethoven,  Waldstein modula dal Do maggiore al Mi maggiore. Il materiale tematico dell'esposizione può comprendere temi musicali ben identificabili (sia  melodici che ritmici) sia idee più vaghe e accennate, che possono essere sviluppati, ma di solito i punti di riferimento per gli analisti nell'individuare l'esposizione non sono i temi in sé quanto le relazioni tonali chiave e il senso di "arrivo" alla tonalità secondaria. 
Nei pezzi in forma sonata del Classicismo (come la maggior parte di sonate e sinfonie di quel periodo) l'esposizione è solitamente ritornellata, così come il blocco costituito da sviluppo e ripresa, ma tale usanza viene abbandonata nella prima parte dell'Ottocento e nella prassi esecutiva moderna dei brani in forma sonata in genere si omette l'esecuzione del secondo ritornello, e a volte anche quella del primo.
Un movimento in forma sonata può inizia con una sezione introduttiva, che non viene considerata come parte dell'esposizione.

## Esposizione nella fuga
Una fuga di solito ha due sezioni principali: l'esposizione e il corpo. Nell'esposizione le voci entrano progressivamente una alla volta presentando il soggetto (il tema) o un suo adattamento contrappuntistico. Tipicamente la prima voce entra da sola, in tonalità d'impianto o sul quinto grado, e terminata l'esecuzione del soggetto avviene l'ingresso di un'altra voce, tipicamente a distanza di quarta o quinta, mentre la prima voce può eseguire un altro tema (controsoggetto) o delle parti libere. Ripetendo uno schema di questo tipo si compie l'ingresso di tutte le voci e l'esposizione termina normalmente sul primo o quinto grado, seguita dal corpo, nel quale il materiale esposto, sia il soggetto sia il controsoggetto o le parti libere, viene elaborato in maniera contrappuntistica (divertimenti).